# 13982 Thunberg
A 13982 Thunberg (ideiglenes jelöléssel 1992 RB3) a Naprendszer kisbolygóövében található aszteroida. Eric Walter Elst fedezte fel 1992. szeptember 2-án.